# Julian Fellowes

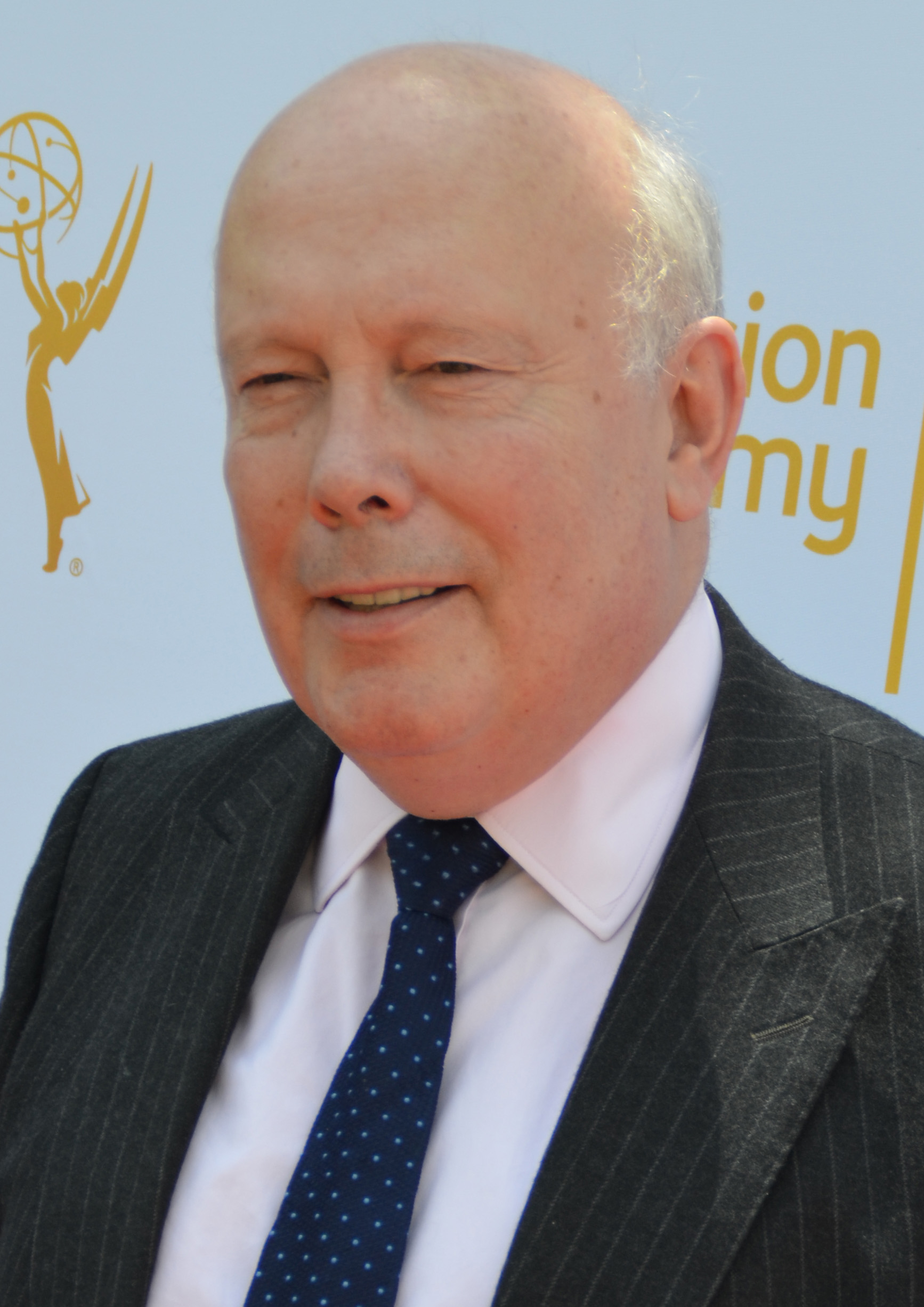
Julian Fellowes (2014)

Julian Alexander Kitchener-Fellowes, Baron Fellowes of West Stafford (* 17. August 1949 in Kairo, Ägypten) ist ein britischer Filmschauspieler, Drehbuch- und Romanautor sowie Mitglied des britischen Oberhauses.

## Leben
Julian Fellowes wurde als jüngster von fünf Söhnen von Peregrine Edward Launcelot Fellowes und dessen Frau Olwen Stuart-Jones in Kairo geboren. Seine Eltern, Diplomaten von Beruf, halfen unter anderem dem von Benito Mussolini gestürzten Kaiser von Äthiopien, Haile Selassie, zurück auf seinen Thron. Zu Julians Brüdern zählen unter anderem der Schauspieler und Autor David Fellowes sowie Rory Fellowes, der im Bereich der Visual Effects ebenfalls in der Filmbranche tätig ist. Die Familie zählt zur britischen Aristokratie, zu den Vorfahren gehören Sir James Fellowes, Arzt im Stab von König Georg III., und Sir Thomas Fellowes, ein Admiral, der unter Nelson diente, sowie der britische Feldmarschall und Kriegsminister Lord Kitchener.
Kurz nach Julians Geburt kehrte die Familie nach England zurück, wo Fellowes Schüler am Ampleforth College in North Yorkshire sowie Student am Magdalene College in Cambridge war. Auch studierte er Schauspiel an der Webber Douglas Academy of Dramatic Art.
Seinen Lebensunterhalt finanzierte er gelegentlich mit dem Schreiben von Historienromanzen (bodice-rippers) unter dem Pseudonym Rebecca Greville, die sich vorwiegend an ein weibliches Publikum richten und die er in der Rückschau als Fingerübung für seine späteren Drehbücher und Romane betrachtet.
Fellowes' Karriere als Schauspieler begann in überwiegend britischen Film- und Fernsehproduktionen. 1981 stand er in Der Bunker als deutscher Luftwaffenadjutant Nicolaus von Below vor der Kamera und im selben Jahr in der Bibelverfilmung Petrus und Paulus als römischer Kaiser Nero. 1997 verkörperte er in James Bond 007 – Der Morgen stirbt nie den britischen Verteidigungsminister.
Fellowes hat sich auch als Drehbuchautor und Filmregisseur einen Namen gemacht. So schrieb er Mitte der 1990er Jahre die TV-Miniserien Little Lord Fauntleroy und The Prince and the Pauper, die erfolgreich von der British Broadcasting Corporation (BBC) verfilmt wurden. Sein bisher bekanntestes Drehbuch ist der 2001 produzierte Spielfilm Gosford Park. 2002 erhielt Fellowes dafür nicht nur den Oscar in der Kategorie Bestes Originaldrehbuch, sondern war auch für den Golden Globe Award und dem BAFTA Award nominiert.
2005 debütierte Fellowes mit dem Drama Separate Lies auch als Filmregisseur, 2009 mit der Kinderbuchverfilmung From Time to Time als Fernsehregisseur. 2010 konzipierte Fellowes die Serie Downton Abbey (2010–2015). Die Geschichten um die englische Adelsfamilie Crawley und deren titelgebenden Familiensitz zu Anfang des 20. Jahrhunderts war ein großer Kritikererfolg und wurde u. a. mit vier Emmys ausgezeichnet, darunter Fellowes als bester Drehbuchautor. Fellowes verantwortete auch die Drehbücher der 2019 und 2022 erschienenen Kinofilme Downton Abbey und Downton Abbey II: Eine neue Ära.
Sein erster Roman Snobs erschien 2004, 2008 folgte Past Imperfect (Eine Klasse für sich), in denen er ironisch-melancholisch die Lebenswelt, die Rituale und Ansichten des englischen Adels im 19. und ausgehenden 20. Jahrhundert beschreibt.
Am 13. Januar 2011 wurde Fellowes als Baron Fellowes of West Stafford, of West Stafford in the County of Dorset, zum Life Peer erhoben und ist seither für die Conservative Party Mitglied im britischen House of Lords.
Julian Fellowes ist seit 1990 mit Emma Kitchener-Fellowes verheiratet, einer Hofdame der Princess Michael of Kent. 1991 wurde ihr Sohn Peregrine Kitchener-Fellowes geboren.

## Filmografie (Auswahl)

### Schauspieler
- 1981: Der Bunker (The Bunker)
- 1985: Baby – Das Geheimnis einer verlorenen Legende (Baby: Secret of the Lost Legend)
- 1993: Shadowlands
- 1996: Jane Eyre
- 1997: James Bond 007 – Der Morgen stirbt nie
- 1999–2007: Monarch of the Glen (Fernsehserie)

### Drehbuchautor
- 2001: Gosford Park
- 2004: Vanity Fair – Jahrmarkt der Eitelkeit (Vanity Fair)
- 2009: Victoria, die junge Königin (The Young Victoria)
- 2010–2015: Downton Abbey (Fernsehserie)
- 2012: Titanic (Fernsehserie)
- 2013: Romeo und Julia (Romeo and Juliet)
- 2017: Das krumme Haus (Crooked House)
- 2019: Downton Abbey (Kinofilm)
- 2020: The English Game (Miniserie)
- 2022: The Gilded Age (Fernsehserie)
- 2022: Downton Abbey II: Eine neue Ära (Downton Abbey: A New Era)

### Regisseur
- 2005: Geliebte Lügen (Separate Lies)
- 2009: From Time to Time

## Romane
- Snobs. A Novel. London: Weidenfeld & Nicolson 2004

 Snobs. Deutsche Übersetzung Maria Andreas. München: Bertelsmann 2006. ISBN 3-570-00895-9
- Past Imperfect. London: Weidenfeld & Nicolson 2008.

Eine Klasse für sich.  München: Bertelsmann 2011. ISBN 978-3-570-10015-8
- Belgravia. London: Weidenfeld & Nicolson 2016.

Belgravia. Zeit des Schicksals. Roman. Übersetzung Maria Andreas. München: Bertelsmann 2016. ISBN 978-3-570-10324-1

## Musicals
Julian Fellowes verfasste für verschiedene Musicals das Buch.
- 2004: Mary Poppins, Musik von Richard M. Sherman und Robert B. Sherman
- 2015: School of Rock, Musik von Andrew Lloyd Webber
- 2016: Kipps – The New Half a Sixpence Musical, Überarbeitung des Musicals Half a Sixpence von 1963, Musik von George Stiles
- 2016: The Wind in the Willows,  Musik von George Stiles

## Auszeichnungen (Auswahl)
- 2002: Oscar für Gosford Park
- 2002: BAFTA Award für Gosford Park
- 2011: Emmy für Downton Abbey
- 2012: Golden Globe Award (beste TV-Miniserie) für Downton Abbey